# Kościół i klasztor kapucynów w Lublinie
Kościół i klasztor kapucynów w Lublinie jest chronologicznie czwartą fundacją kapucyńską w Polsce. Wybudowano go w latach 1726–1733 z fundacji byłego marszałka wielkiego litewskiego, księcia Pawła Karola Sanguszki i jego żony Marianny z Lubomirskich. Jest to budowla w stylu baroku toskańskiego, o formach typowych dla budownictwa kapucyńskiego, pierwotnie wyposażona w 9 ołtarzy, z których do dziś przetrwało 7. Kościół i klasztor kapucynów mieści się przy trakcie Krakowskiego Przedmieścia, naprzeciw Placu Litewskiego. Z kościoła wtopionego w budynki klasztoru widoczna jest tylko wysoka fasada.
16 września 2013 odsłonięto w klasztorze tablicę pamiątkową upamiętniającą ofiary katastrofy polskiego Tu-154M w Smoleńsku.

## Galeria

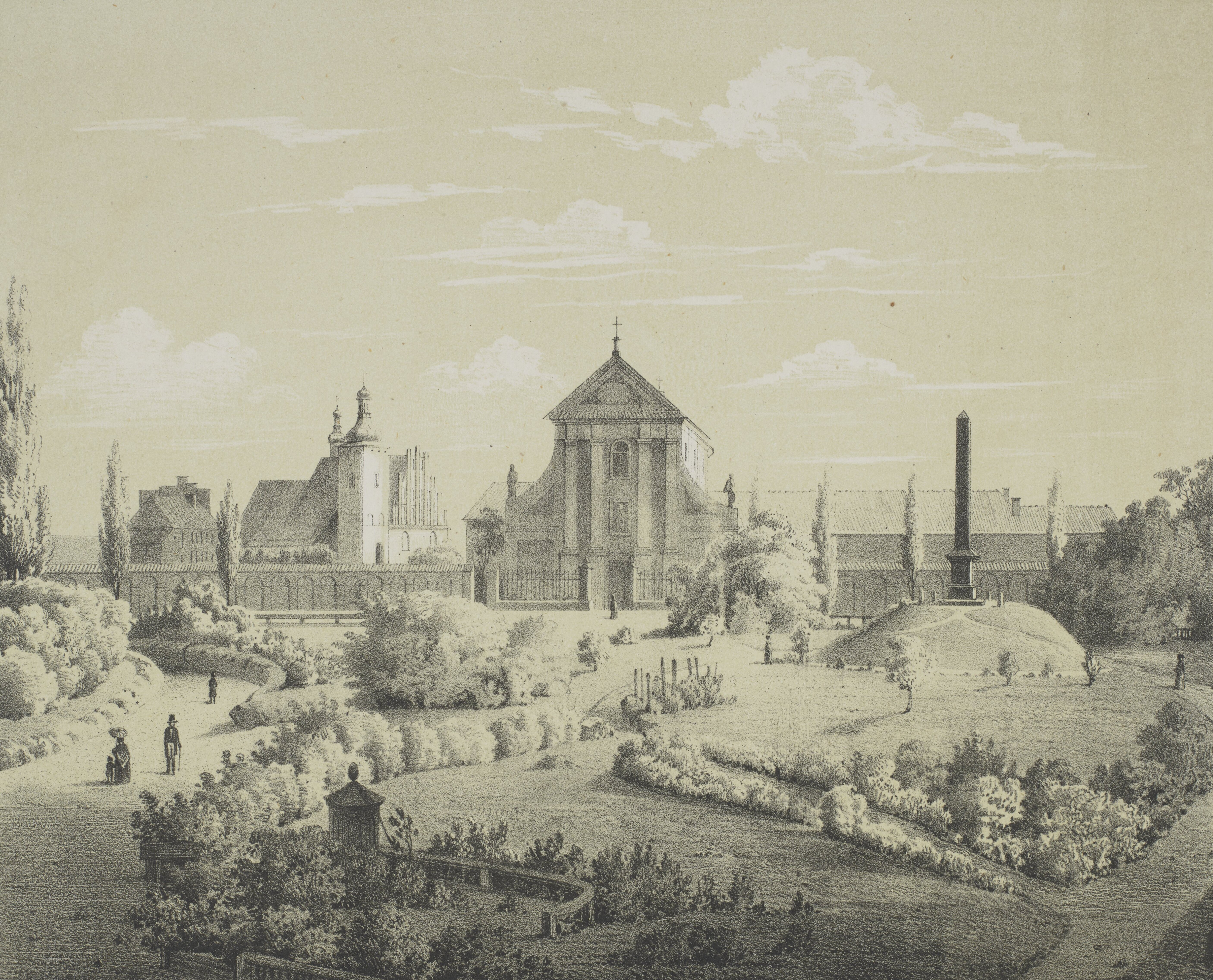
Kościół na litografii Adama Lerue (1860)
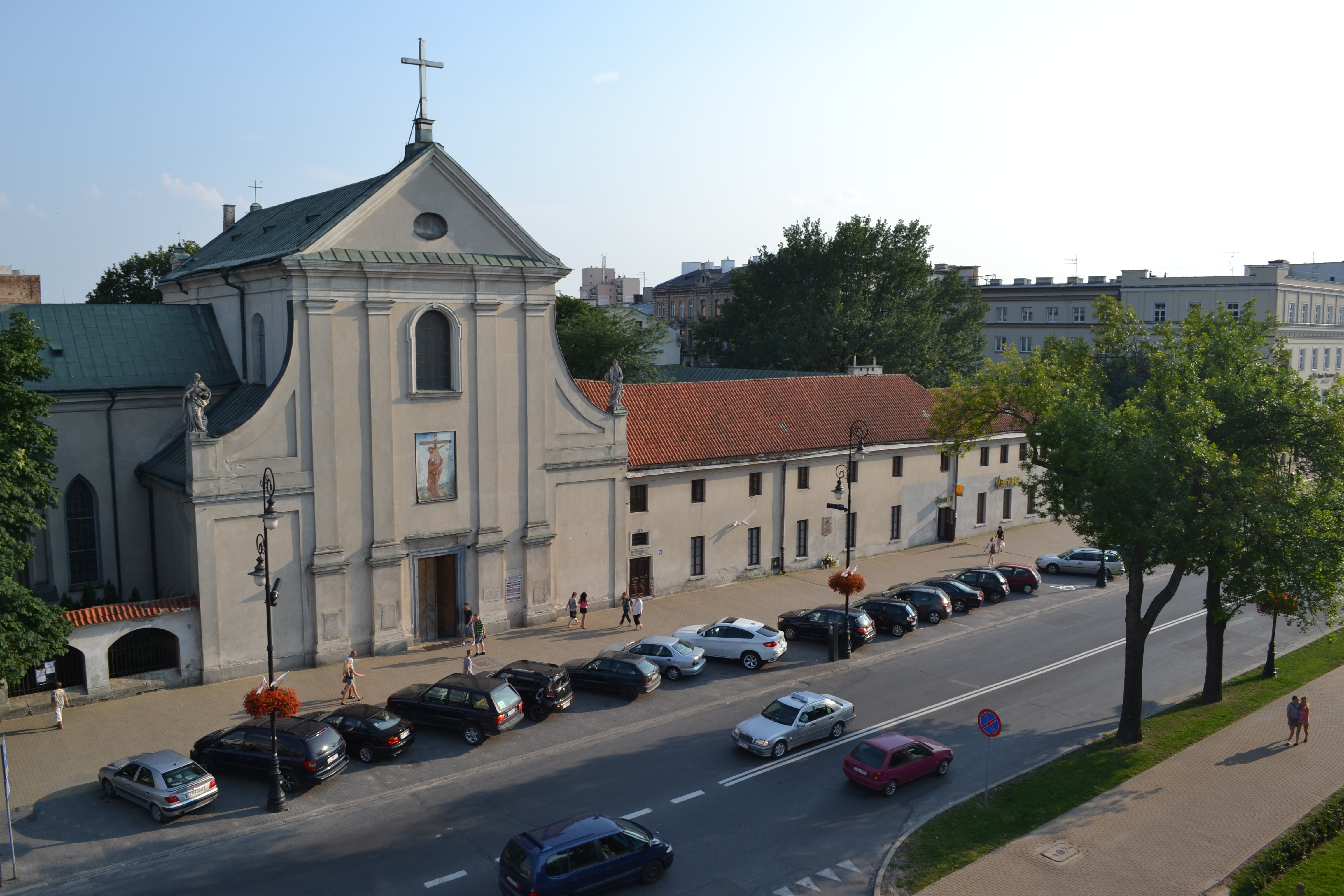
Widok ze wschodu (2013)
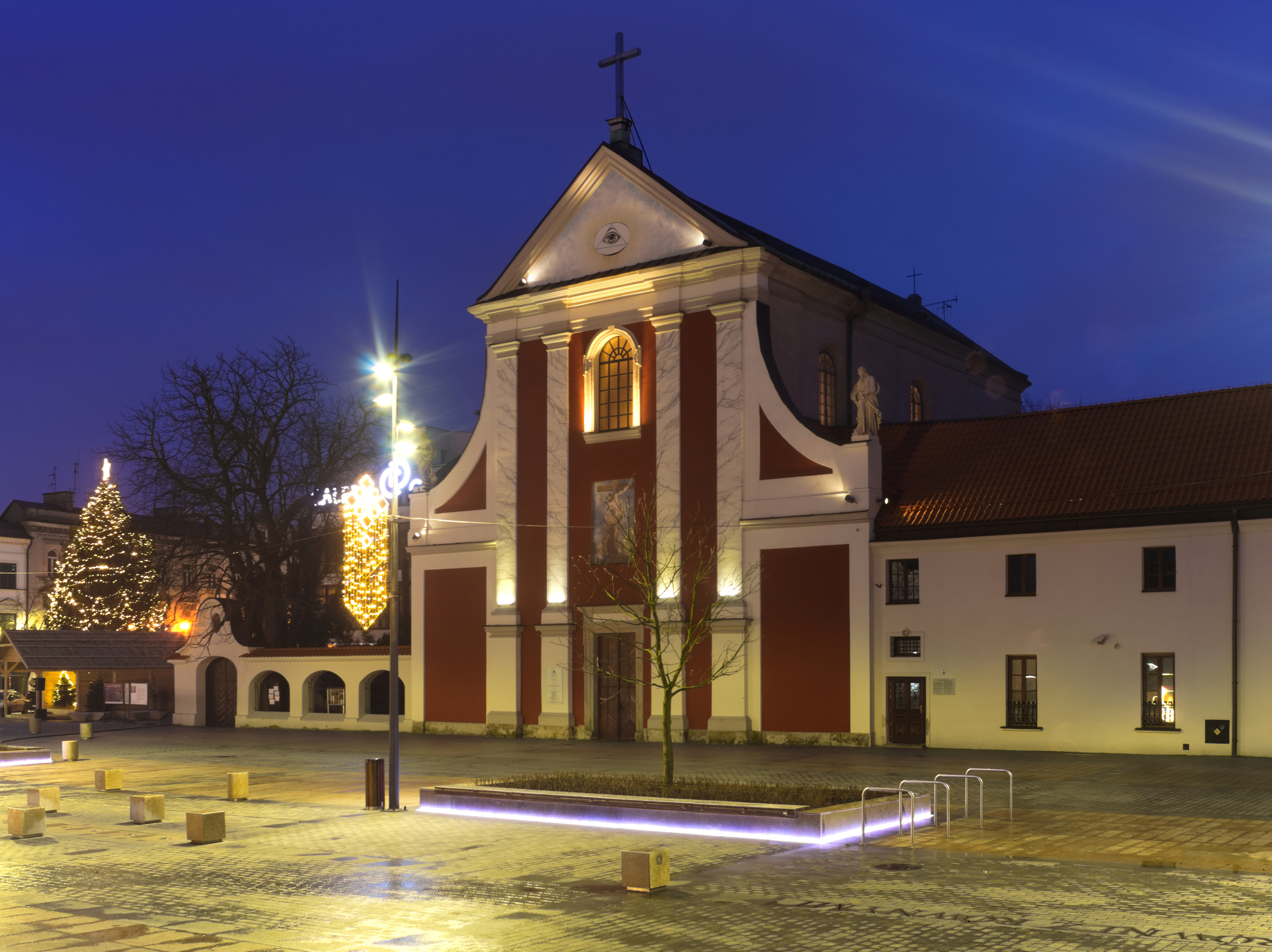
Kościół nocą (2020)
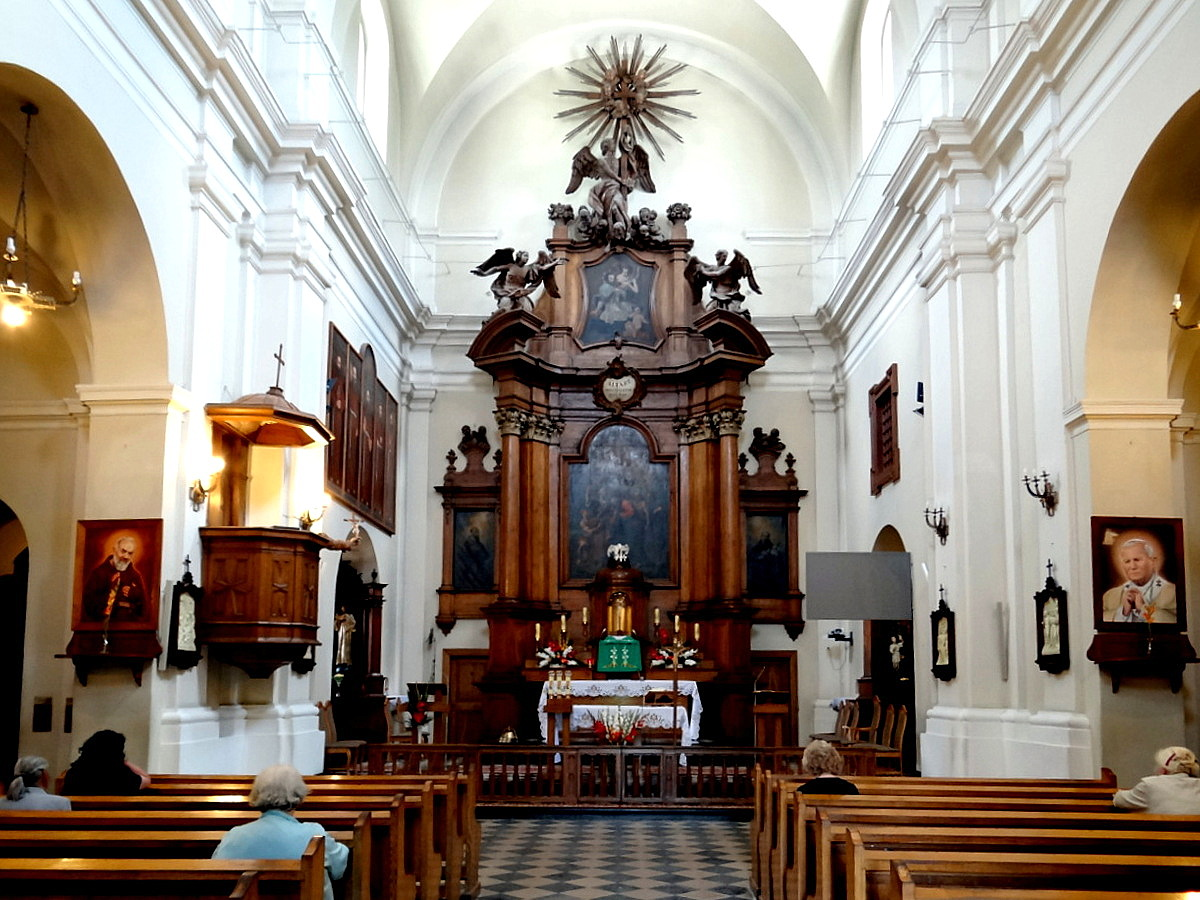
Wnętrze kościoła (2014)
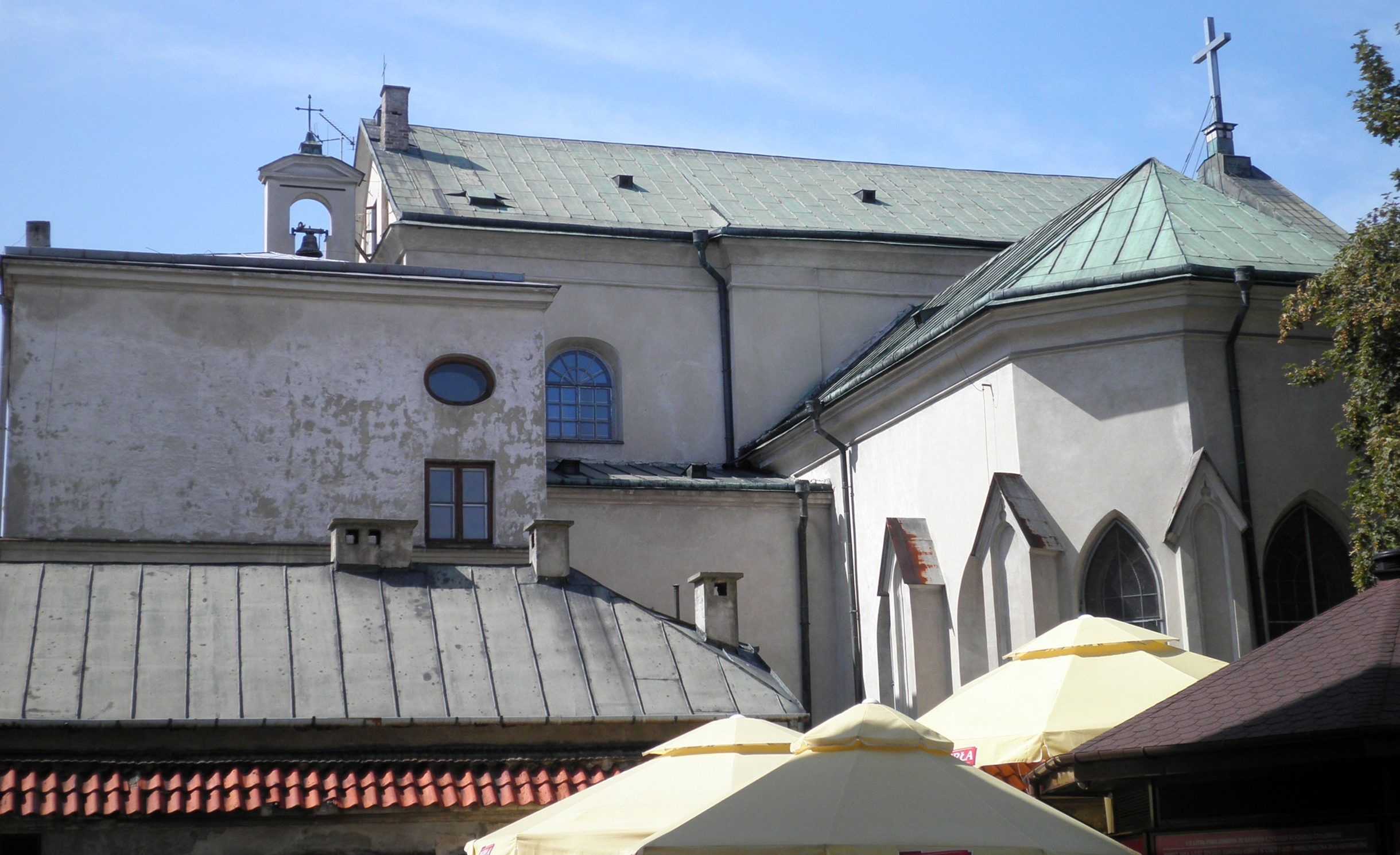
Kaplica Najświętszej Maryi Panny (2011)
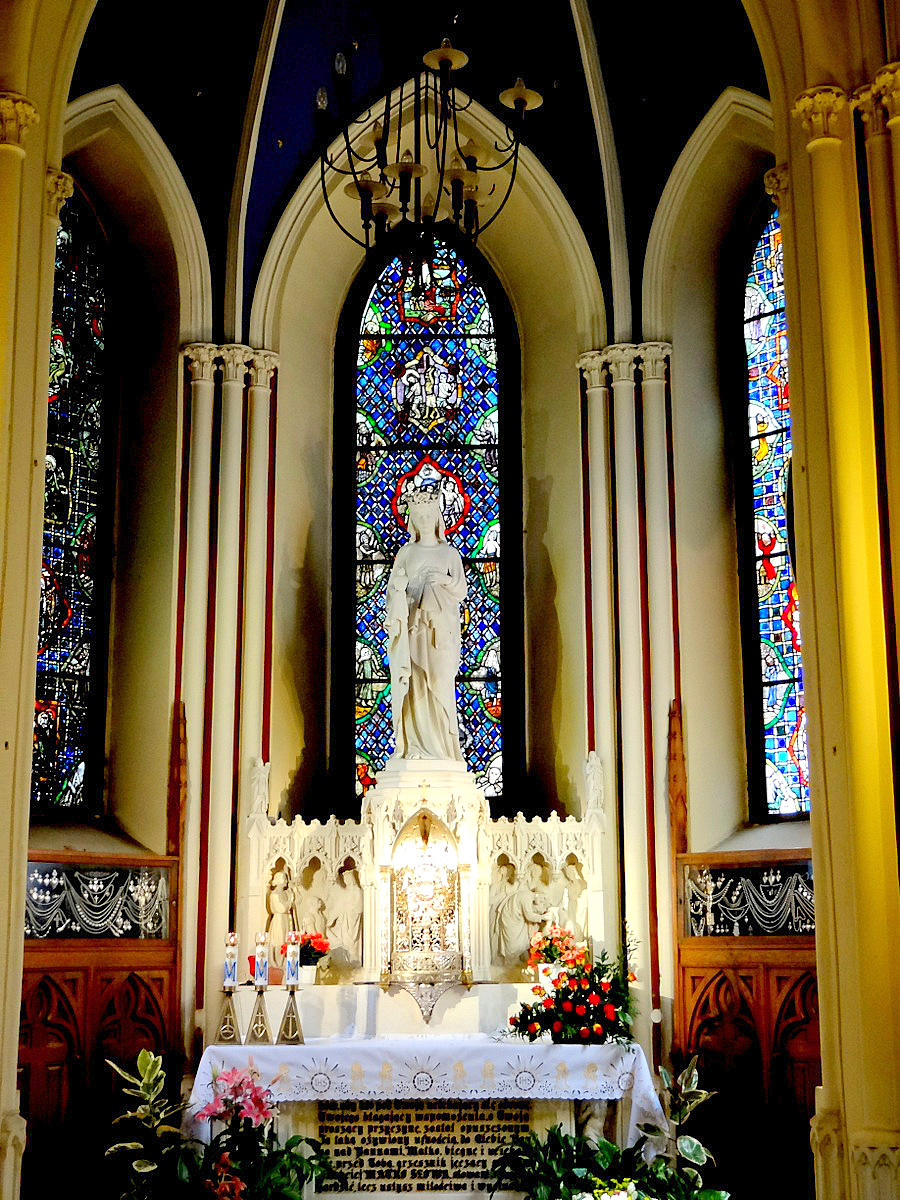
Wnętrze kaplicy Najświętszej Maryi Panny (2014)
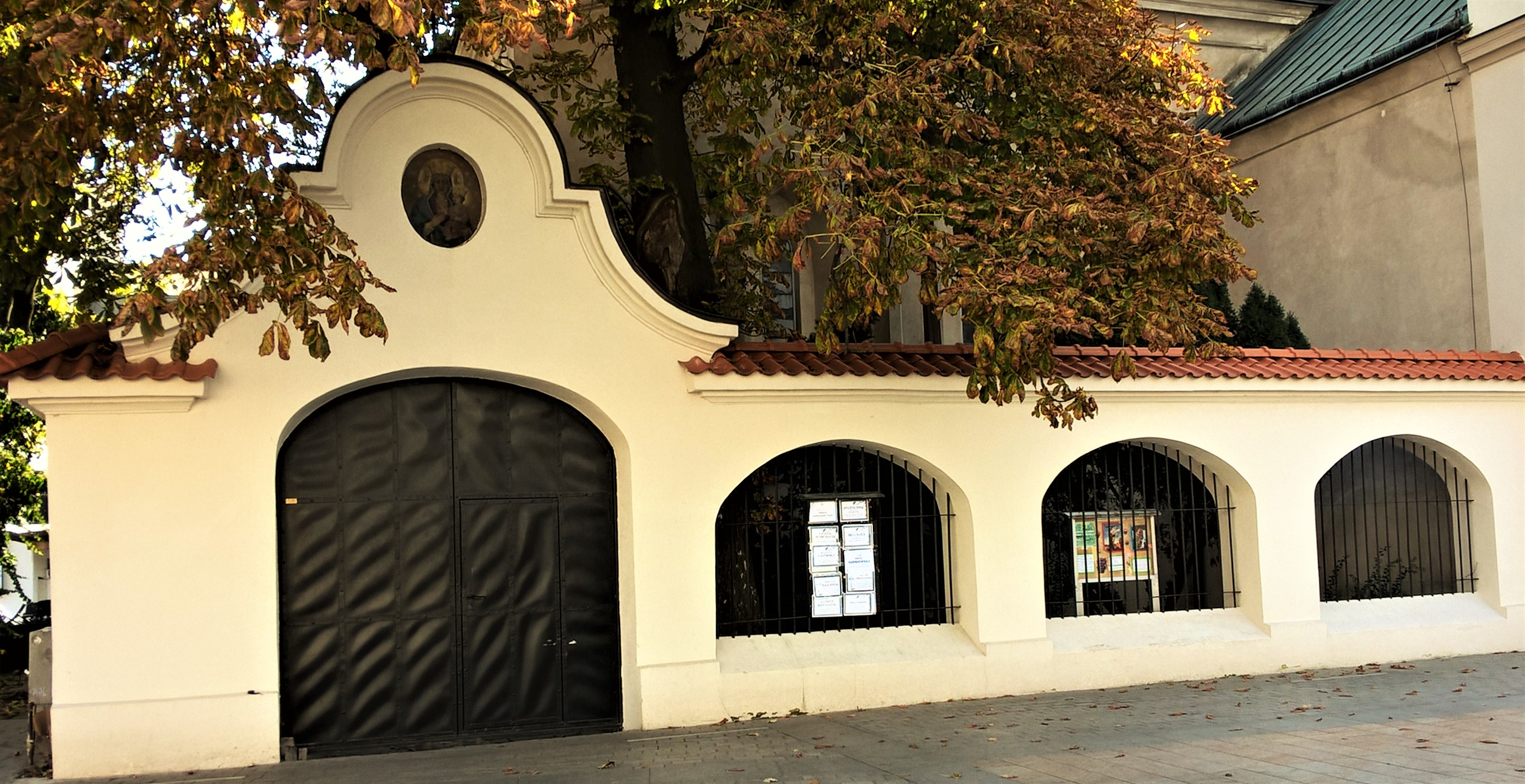
Ogrodzenie klasztoru (2021)